# Mud Lake, Bruce County
Mud Lake är en sjö i Kanada.   Den ligger i countyt Bruce County och provinsen Ontario, i den sydöstra delen av landet, 400 km väster om huvudstaden Ottawa. Mud Lake ligger 183 meter över havet. Arean är 1,0 kvadratkilometer. Den ligger vid sjöarna  Isaac Lake och Sky Lake. Den sträcker sig 2,2 kilometer i nord-sydlig riktning, och 1,6 kilometer i öst-västlig riktning.
I omgivningarna runt Mud Lake växer i huvudsak blandskog. Runt Mud Lake är det ganska tätbefolkat, med 129 invånare per kvadratkilometer.